# Sebastian Waser

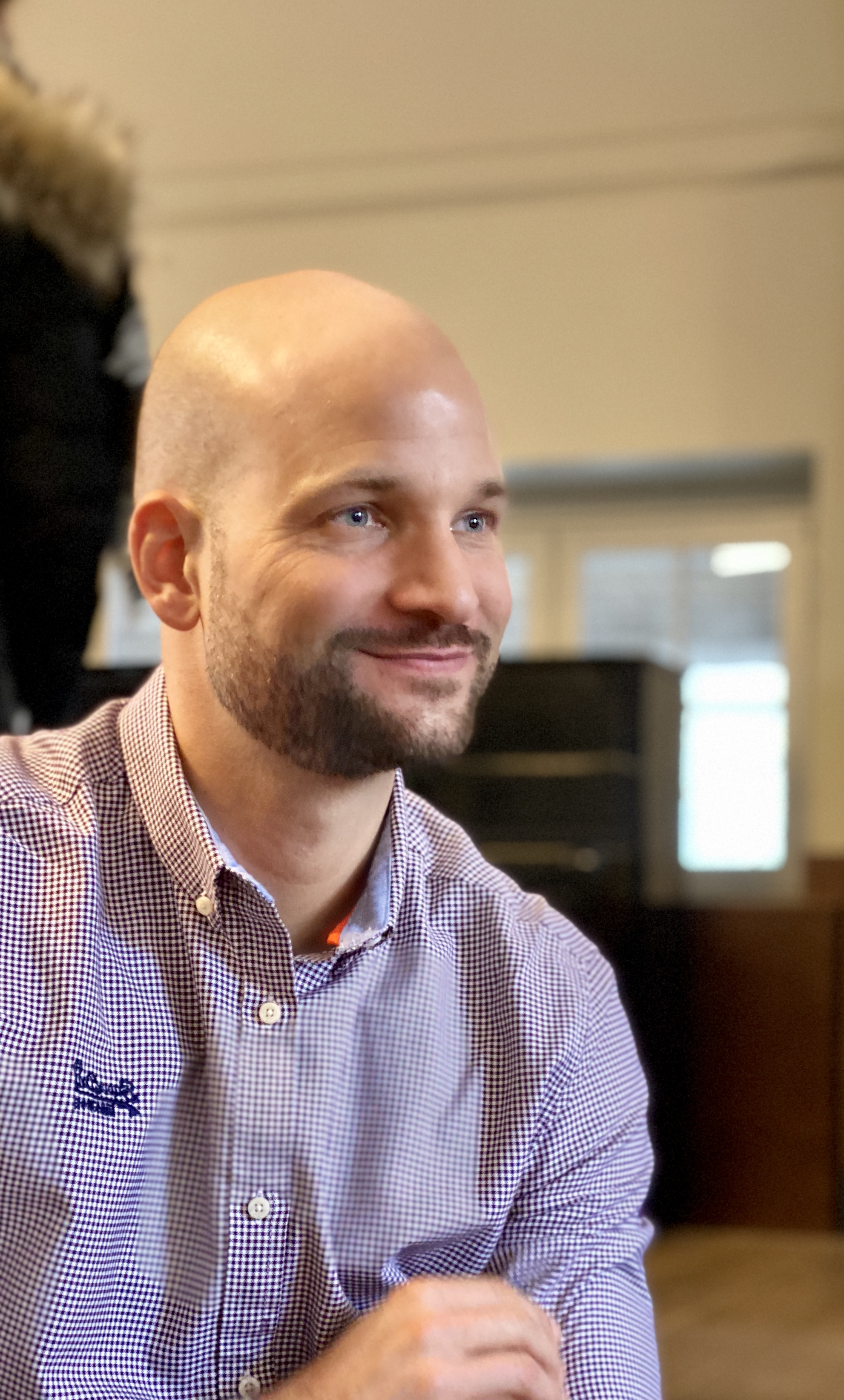
Sebastian Waser (2020)

Sebastian Waser (* 21. Dezember 1985 in Gmunden) ist ein österreichischer Basketballtrainer.

## Laufbahn
Waser spielte bei den Gmunden Swans. Er studierte Medienwissenschaft, war als Trainer bei den VKL Vikings Vorchdorf und arbeitete als Medienberater. Er führte zwei Vorchdorfer Mannschaft zum Gewinn der österreichischen Jugendmeisterschaft. Hinzu kam die Tätigkeit als Nachwuchsreferent des Oberösterreichischen Basketballverbandes.
Im Sommer 2017 trat er die Stelle als Cheftrainer und Sportlicher Leiter bei den Raiffeisen Flyers Wels in der Bundesliga an.